# Savignac-les-Ormeaux
Savignac-les-Ormeaux è un comune francese di 418 abitanti situato nel dipartimento dell'Ariège nella regione dell'Occitania.

## Società

### Evoluzione demografica
Abitanti censiti